# Улица Шмидта (Симферополь)
Улица Шмидта — улица в Киевском районе Симферополя. Названа в честь революционера Петра Шмидта. Общая протяжённость — 1 км.

## Расположение
Начинается на кольце на пересечении с улицами Ленина и Воровского. Соединяется с улицами Набережной, Гаспринского, Жильцовой, Аксакова, Тургенева и Фрунзе. Соединяется с переулком Шмидта. Заканчивается тупиком за переходом в Киевскую улицу. Общая протяжённость улицы составляет 1000 метров. Рядом с улицей Шмидта находится Детский парк.

## История
Территория улицы застраивалась в конце XIX — начале XX веков. Владельцем земли на данной территории являлся господин Ридник. После его смерти наследники продали имущество на данной улице. В марте 1904 года городская дума приняла решение образовать на этой территории Потёмкинскую улицу. Газета «Крым» раскритиковала наименование улицы в честь Потёмкина: «Появилась и Потёмкинская улица. Это даже обидно… в местности, застроившийся на наших глазах и где во времена Потёмкина было свалочное место. В Новом городе наименование улицы Потёмкинской ровно никому ничего не будет говорить, разве только то, что жители по Потёмкинской улице ещё долго будут ходить в потёмках, ввиду скудного освещения этой части города».
Летом 1912 года был построен мост через реку Салгир по Потёмкинской улице, ставший четвёртым в городе однопролётным железобетонным мостом. В начале улицы и по мосту были проложены пути Симферопольского трамвая, которые далее сворачивали по улице Набережная в трамвайное депо.
После установления советской власти, 30 мая 1924 года улицу переименовали в честь Петра Шмидта, одного из руководителей Севастопольского восстания 1905 года. Во время немецкой оккупации в 1941—1944 годах носила название Объездная (нем. Umfahrtstrasse).
Реконструкция бывшего Ботанического сада сельскохозяйственного института в Детский парк началась в 1958 году. После перестройки района Куйбышевского рынка от сада был отрезан земельный участок. Вдоль улицы Шмидта была установлена кованная ограда взорванного в сентябре 1930 года Александро-Невский собора.
Рядом с современным домом № 2 ранее располагался электромашиностроительный завод, однако позднее его основные мощности были перевезены на улицу Генерала Васильева. В начале XX века в одном из корпусов завода (вход с улицы Зои Жильцовой) находился скейтинг-ринк для занятий роликовыми коньками. К 1983 году в доме № 9 располагался областной совет по туризму и экскурсиям, Симферопольский туристский клуб и Симферопольское бюро путешествий и экскурсий.
После аннексии Крыма Россией власти Симферополя сообщали о возможном переименовании улицы Шмидта в Потёмкинскую. В конце 2014 года на улице Шмидта началось строительство многоэтажного жилого дома. В связи с тем, что строительство началось вблизи памятников архитектуры, ряд симферопольских градозащитников обратилось к президенту России Владимиру Путину и министру культуры Владимиру Мединскому. Текст обращения начинался следующими словами: «Улица Потемкинская (Шмидта) — единственная в городе, где в архитектуре соединилась русская история, история Второй мировой войны, история защиты православных святынь, история архитектуры, культура сохранения зеленых насаждений — аналогично лучшим отечественным и мировым образцам». В 2016 году Киевский районный суд Симферополя принял решение о незаконности возведения 9-этажного дома.
26 мая 2022 года на очередной сессии Симферопольского городского совета улица Шмидта была переименована в улицу Потёмкинскую. Также решением горсовета установлен переходный период с 26 мая 2022 по 26 мая 2025 года, на протяжении которого будет употребляться двойное наименование улицы, а наименования  «улица Шмидта» и «улица Потёмкинская» будут считаться идентичными.

## Здания и учреждения
- № 2/27 — Здание заводоуправления. До 2014 года здание занимал Меджлис крымскотатарского народа[2][13]
- № 7 — Жилой дом Р. Ф. Лериха, ныне Департамент ЗАГС[14]
- № 9 — Олимпийский Совет Республики Крым[2]
- № 15 — Особняк К. Д. Ракова,  Объект культурного наследия народов РФ регионального значения. Рег. № 911710989610005 (ЕГРОКН)[15]

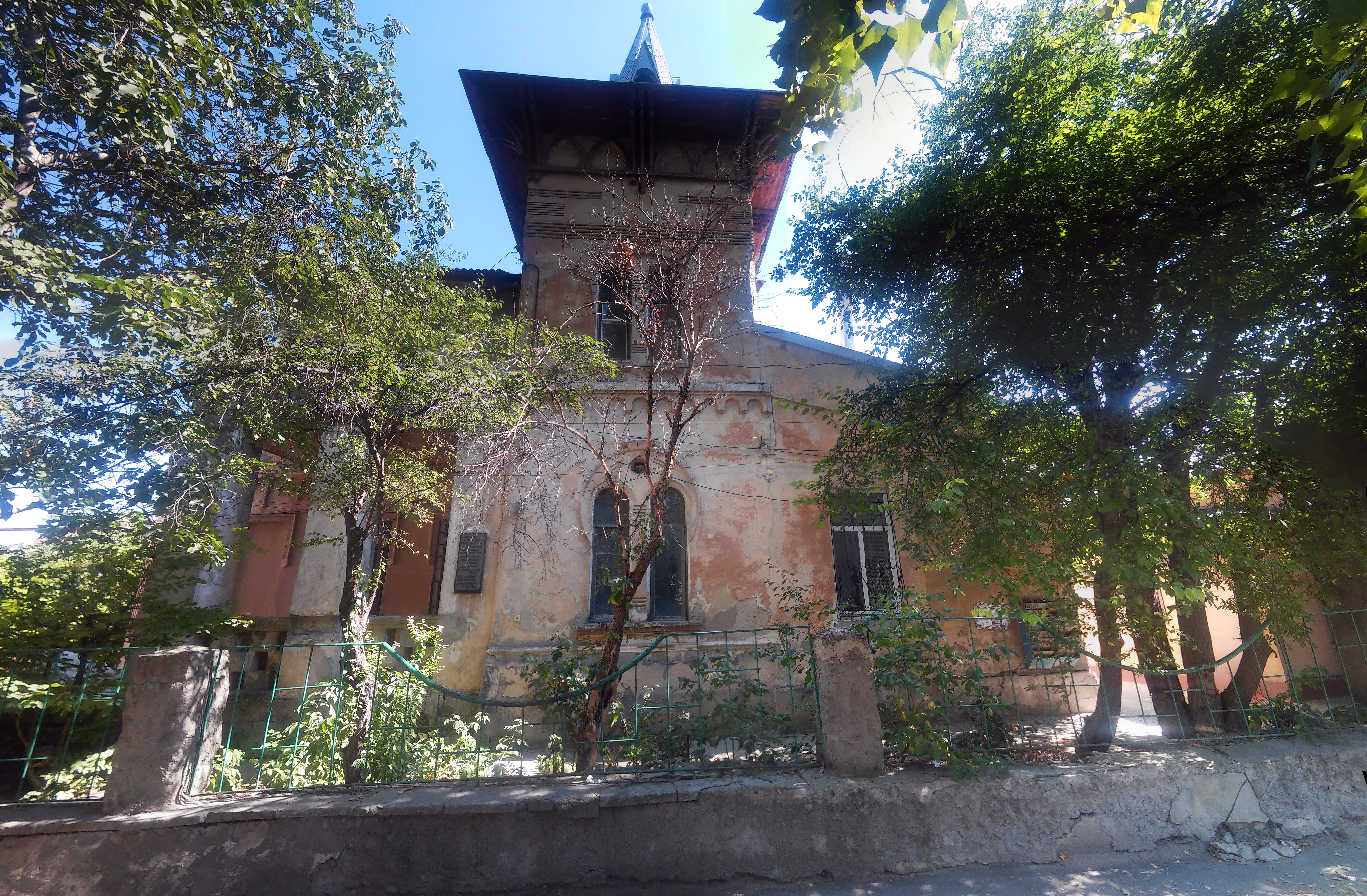
Особняк Ракова, 2015 год
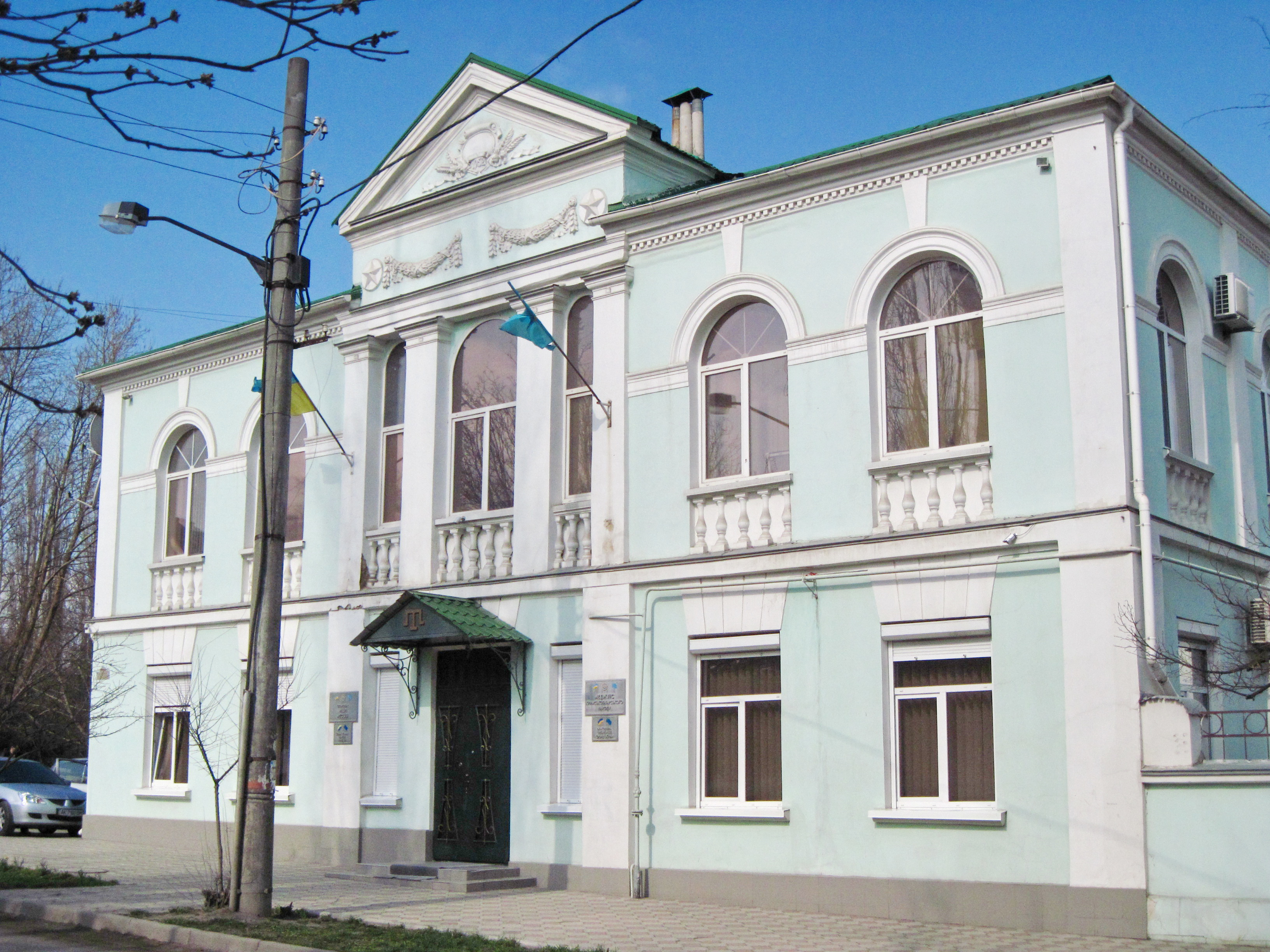
Здание заводоуправления, 2011 год
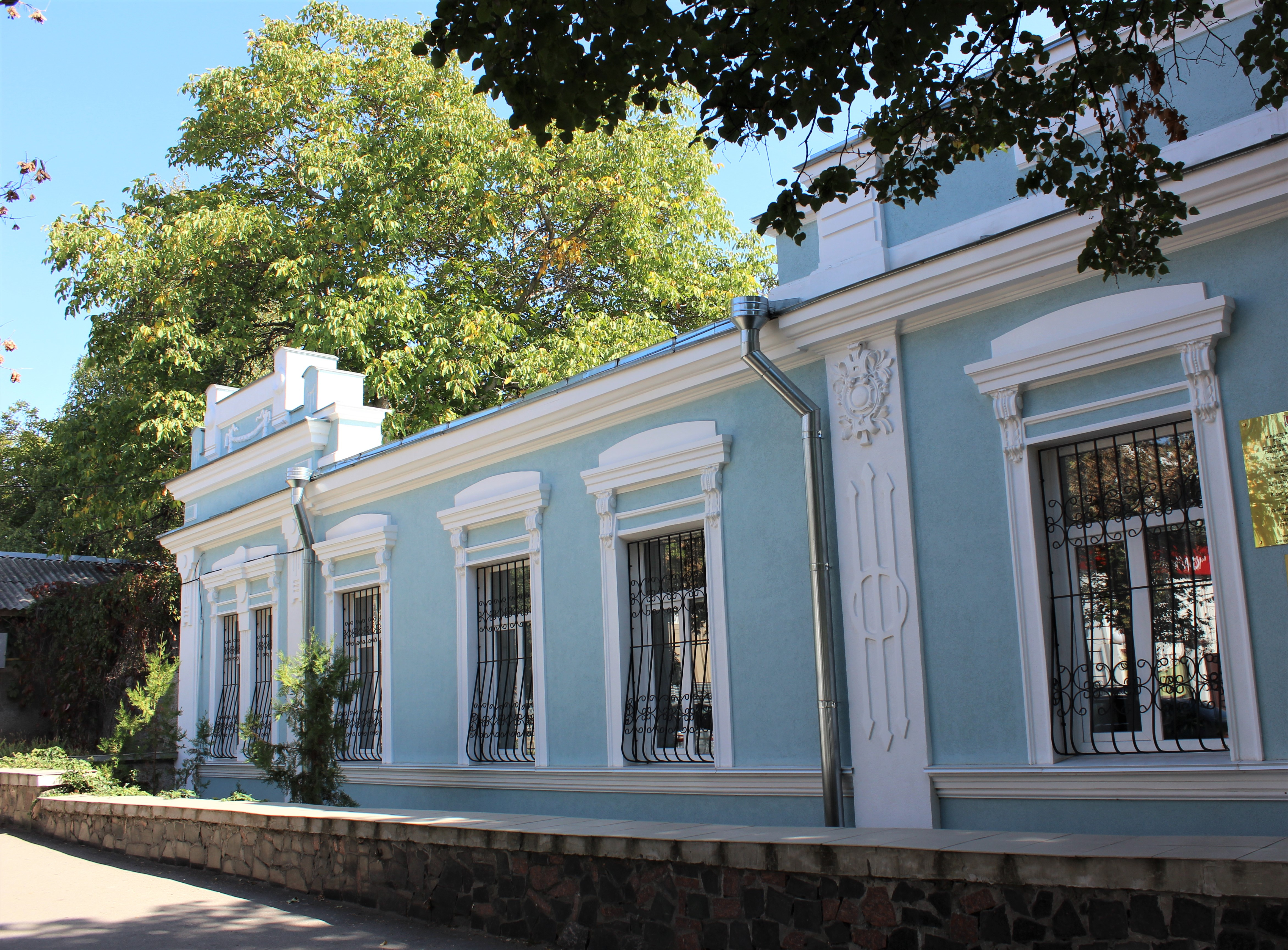
Жилой дом Р. Ф. Лериха, 2019 год